# Березовський Рядок
Березовський Рядок (рос. Берёзовский Рядок) — село в Бологовському районі Тверської області Російської Федерації.
Населення становить 301 особу. Входить до складу муніципального утворення Березорядське сільське поселення.

## Історія
Від 2005 року входить до складу муніципального утворення Березорядське сільське поселення.

## Населення
| 2010 |
| ---- |
| 301  |